# Simba FC
UPDF Simba Football Club w skrócie Simba FC – ugandyjski klub piłkarski grający w pierwszej lidze ugandyjskiej, mający siedzibę w mieście Lugazi.

## Sukcesy
- I liga[1]:
  - mistrzostwo (2): 1971, 1978

- Puchar Ugandy[2]:
  - zwycięzca (2): 1977, 2011
  - finał (2): 1998, 2010

- Puchar Mistrzów[3]:
  - finał (2): 1972

## Występy w afrykańskich pucharach
| Sezon | Rozgrywki                 | Runda       | Kraj                         | Klub                   | Dom | Wyjazd | Dwumecz      |
| ----- | ------------------------- | ----------- | ---------------------------- | ---------------------- | --- | ------ | ------------ |
| 1972  | Puchar Mistrzów           | 2           |                              | Saint-George SA        | 4–0 | 1–1    | 5–1          |
| 1972  | Puchar Mistrzów           | ćwierćfinał |                              | Al-Ahly Trypolis       | 3–0 | 1–1    | 4–1          |
| 1972  | Puchar Mistrzów           | półfinał    | Ghana                        | Hearts of Oak          | 1–0 | 1–1    | 2–1          |
| 1972  | Puchar Mistrzów           | finał       | Gwinea                       | Hafia FC               | 2–4 | 2–3    | 4–7          |
| 1973  | Puchar Mistrzów           | 2           | Kenia                        | Kenya Breweries        | 2–1 | 1–3    | 3–4          |
| 1974  | Puchar Mistrzów           | 1           | Republika Środkowoafrykańska | Olympic Real de Bangui | 1–0 | 0–4    | 1–4          |
| 1978  | Puchar Zdobywców Pucharów | wstępna     |                              | Saint-George SA        | 1–1 | 1–1    | 2–2 (k. 5–4) |
| 1978  | Puchar Zdobywców Pucharów | 1           | Tanzania                     | KMKM FC                | 1–1 | 0–2    | 1–3          |
| 1979  | Puchar Mistrzów           | 1           | Egipt                        | Zamalek SC             | 1–2 | –      | 1–4          |
| 1999  | Puchar Zdobywców Pucharów | 1           | Tanzania                     | Tanzania Stars FC      | 2–1 | 1–1    | 3–2          |
| 1999  | Puchar Zdobywców Pucharów | 2           | Wybrzeże Kości Słoniowej     | Africa Sports National | 0–1 | 0–2    | 0–3          |

## Stadion
Domowe mecze klub rozgrywa na stadionie o nazwie Bombo Military Stadium w Lugazi. Stadion może pomieścić 1000 widzów.

## Reprezentanci kraju grający w klubie
Stan na styczeń 2023.
| - Khalid Aucho - Shafik Batambuze - Alexis Bbakka - Ibrahim Buwembo - Musa Docca - Isaac Isinde - Ausi Kaaya - Robert Kabanda - Fred Kajoba - David Kalungi - Edward Kalungi - Sula Kato - Willy Kavuma - Sam Kawalya - Mathias Kaweesa - Robert Kimuli | - Godfrey Kisitu - Ibrahim Kongo - Francis Kulabigwo - Moses Lule - Peter Lwebuga - Musa Mudde - Jimmy Mukubya - Hamza Muwonge - Lawrence Nduga - Patrick Ochan - Bruno Olobo - Polly Ouma - Paul Ssali - Robert Ssentongo - Derrick Walulya |